# Apoteket Korpen

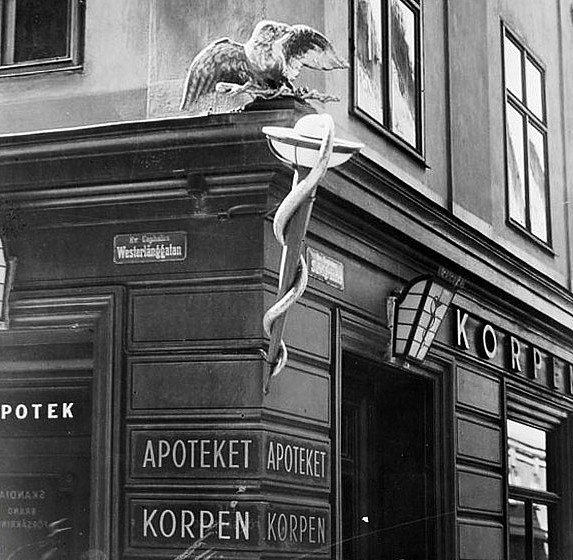
Korpen vid Västerlånggatan 6, 1945.

Apoteket Korpen är ett av Stockholms äldsta i drift varande apotek beläget i hörnet Västerlånggatan 16 / Storkyrkobrinken 7 i Gamla stan, Stockholm. Korpen grundades 1674 under namnet Örnen och låg då på Södermalm. Tre år senare flyttades apoteket till kvarteret Aesculapius vid Stortorget. År 1721 bytte apoteket namn till Förgyllta Korpen och 1859 till Korpen. Sedan 1948 återfinns Korpen på sin nuvarande adress. Apotek Korpen är idag Gamla stans enda apotek och även ett av Sveriges fyra kulturapotek i statlig ägo.

## Historik

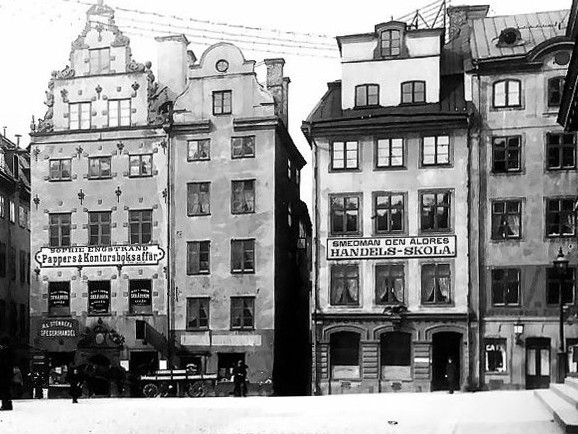
Korpen vid Stortorget 16, 1902.

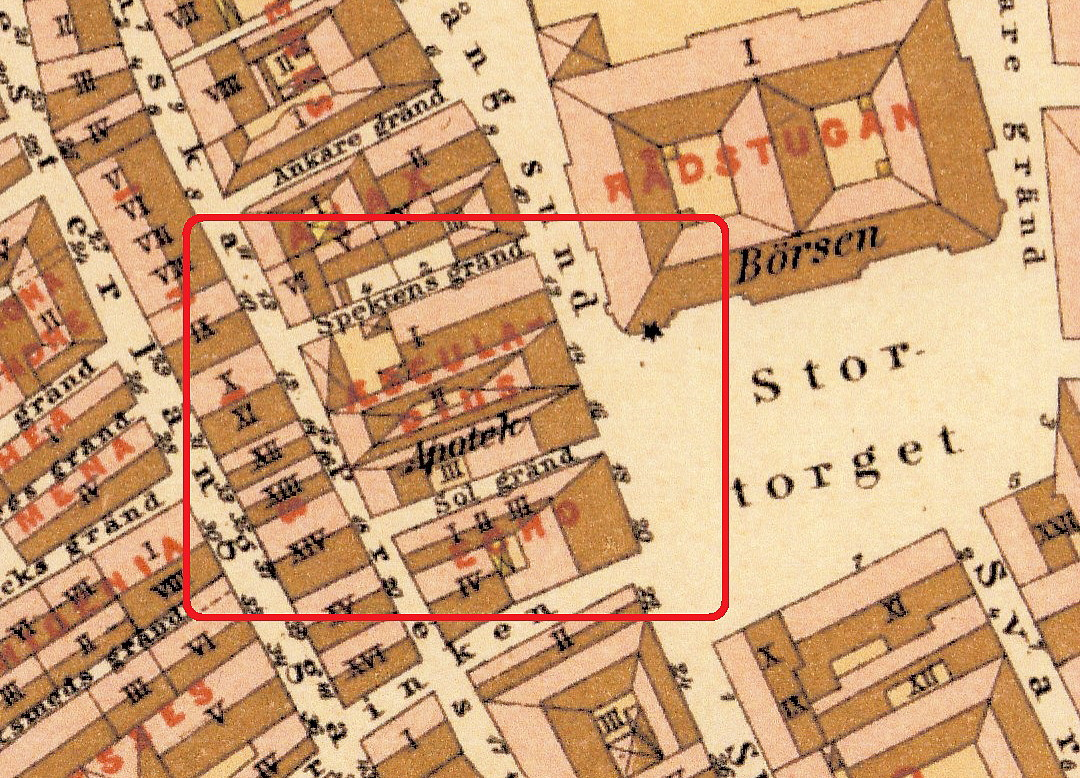
Lundgrens karta med apoteket Korpen i kvarteret Aesculapius 1885.

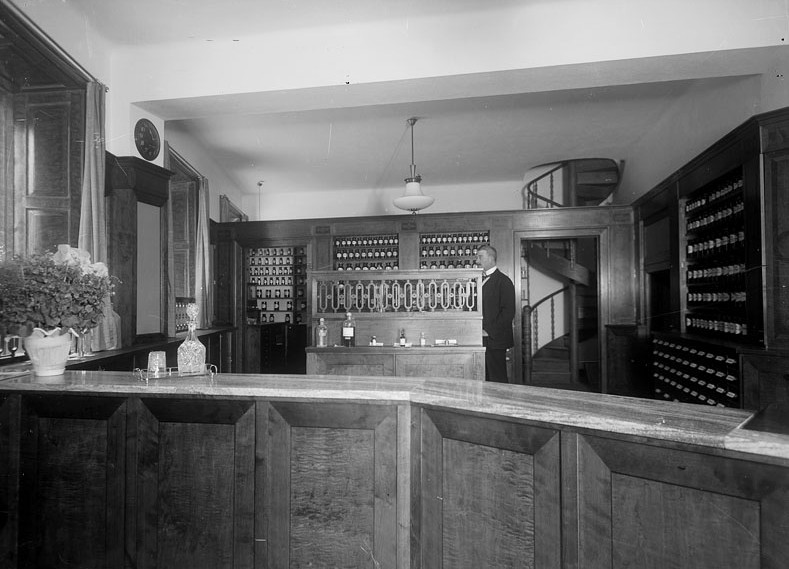
Korpens interiör på 1930-talet.

Den 15 december 1674 fick den tyskfödde apotekaren Jürgen Brandt (kemisten Georg Brandts far) Karl XI:s privilegium att öppna ett apotek med namn Örnen på Södermalm i Stockholm. Verksamheten gick dock dåligt och 1677 ansökte han hos änkedrottning Hedvig Eleonora om att få flytta apoteket till en mera central belägen plats i Stockholm, nämligen Stortorget på Stadsholmen (Gamla stan). 
År 1678 öppnade Brandt sitt nya apotek i ett av husen i kvarteret Aesculapius. Här låg tidigare Slottsapoteket och Apoteket Morianen. Han drev verksamheten fram till 1692 och förvärvade därefter järnverket i Riddarhyttan, Heds socken där han började experimentera med metallurgi. Efter Jürgen Brandt tog den tyskfödde apotekaren Gottlieb Fichtelius (död 1733) över, som fortsatte fram till 1721. Samma år flyttades apoteket av sin nye ägare, Hindrich Ludvig Dowe, till grannfastigheten inom samma kvarter. Omkring 1725 bytte apoteket namn till Förgyllta Korpen och 1859 till bara Korpen. Apotekets signum blev då som nu en förgylld korp som håller i eskulapstaven, en av en orm omslingrad stav och symbol för läkekonsten. Som framgår av Petrus Tillaeus karta från 1733 fanns då förutom Korpen ytterligare fyra apotek i "Staden", nämligen Cronan, Engelen, Markattan och Svanen. På Norrmalm låg dessutom Lejonet, Morian och Biörn och på Södermalm Enhörningen.
Fastigheten Aesculapius 3 (nuvarande Stortorget 16) kallades även ”Scharenbergska stortorgshuset” efter apotekaren Johan Scharenberg (1714–1778) som ägde apoteket från 1754 till sin död. Den unge Carl Wilhelm Scheele tjänstgjorde en tid på apoteket under Scharenberg och det sägs att det var här Scheele upptäckte grundämnet syre. Bland övriga ägare märks botanikern Knut Fredrik Thedenius som innehade apoteket mellan 1843 och 1858.
På ett vykort över Stortorget från 1902 syns ”Scharenbergska stortorgshuset” med Smedman den äldres Handels-Skola i övre våningsplanet och Apoteket Korpen i bottenvåningen med den förgyllda korpen över skyltfönstret. Korpen fanns kvar vid Stortorget fram till 1924, då det flyttade till Västerlånggatan 6, och 1948 ytterligare en gång till lokaler i kvarteret Mercurius (hörnet Västerlånggatan 16 / Storkyrkobrinken 7) där det ligger fortfarande idag. Bottenvåningen planerades för officin, kontor, laboratorium, analysrum, förråd och personalutrymmen, medan svalkällare och stötbod inreddes i källaren. Apotekets officinsinredning härrör till största delen från 1924 och flyttades hit från Västerlånggatan 6. Den är utförd i brunpolerad björk med inläggningar av olika träslag i form av löv, ränder och gifttecken.

## Ägare mellan 1674 och 1966
- Jürgen Brandt, 1674–1692
- Gottlieb Fichtelius, 1692–1721
- Hindrich Ludvig Dowe, 1721–1754
- Johan Scharenberg, 1754–1778

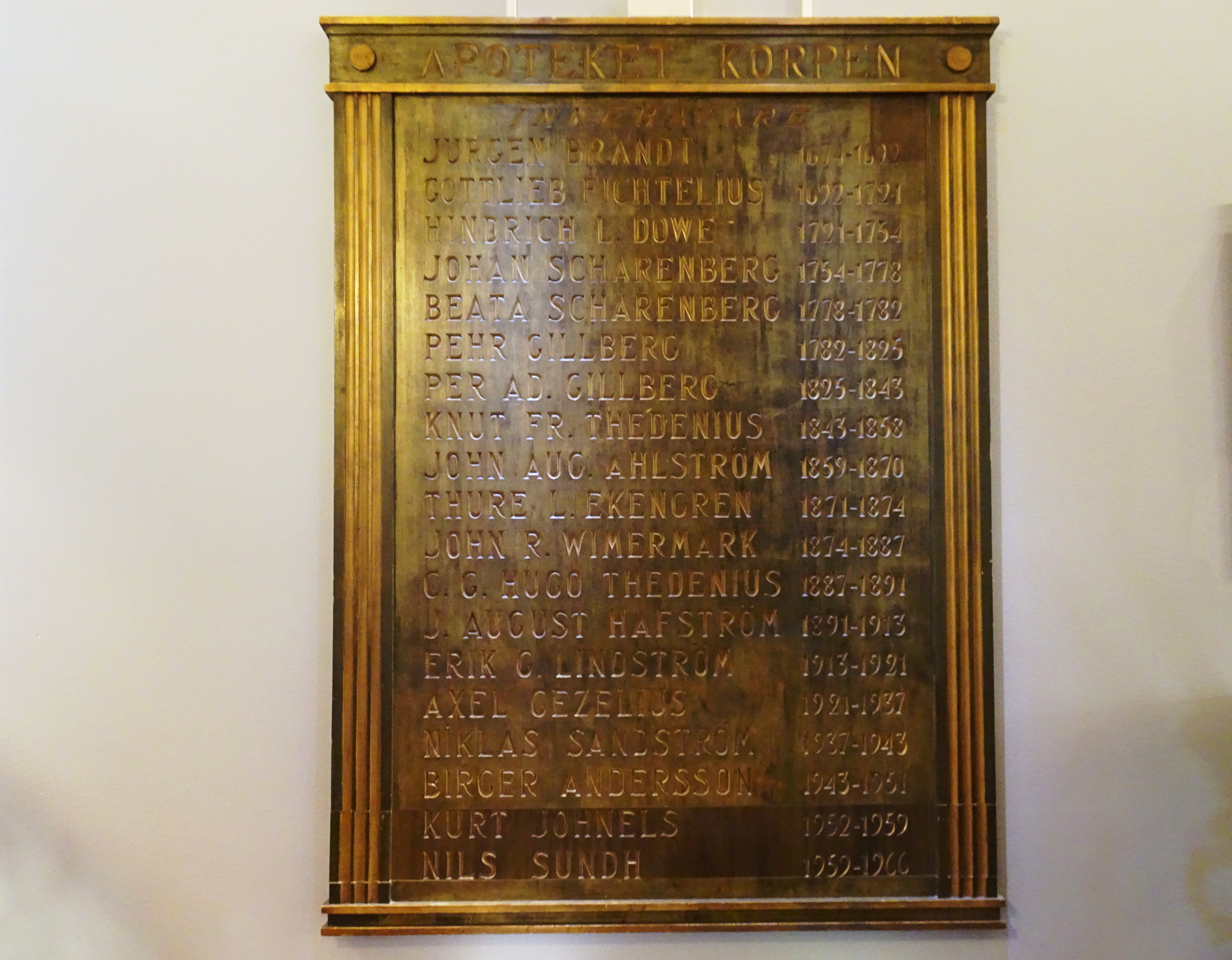
Ägarlängan 1674–1966.

- (Scharenbergs sterbhus, änkan Beata Nebb), 1778–1782
- Pehr Gillberg, 1782–1825
- Per Adolf Gillberg, 1825–1843
- Knut Fredrik Thedenius och E. L. Garberg, 1843–1845
- Knut Fredrik Thedenius, 1845–1858
- John August Ahlström, 1858–1871
- Thure Leonard Ekengren, 1871–1874
- John Reinhold Wimermark, 1874–1887
- Carl Gustaf Hugo Thedenius, 1887–1891
- Johan August Hafström, 1891–1913
- Erik Gustaf Lindström, 1913–1922
- Axel Gezelius, 1922–1937
- Niklas Sandström, 1937–1943
- Birger Andersson, 1943–1951
- Kurt Johnels, 1952–1959
- Nils Sundh, 1959–1966

## Bilder

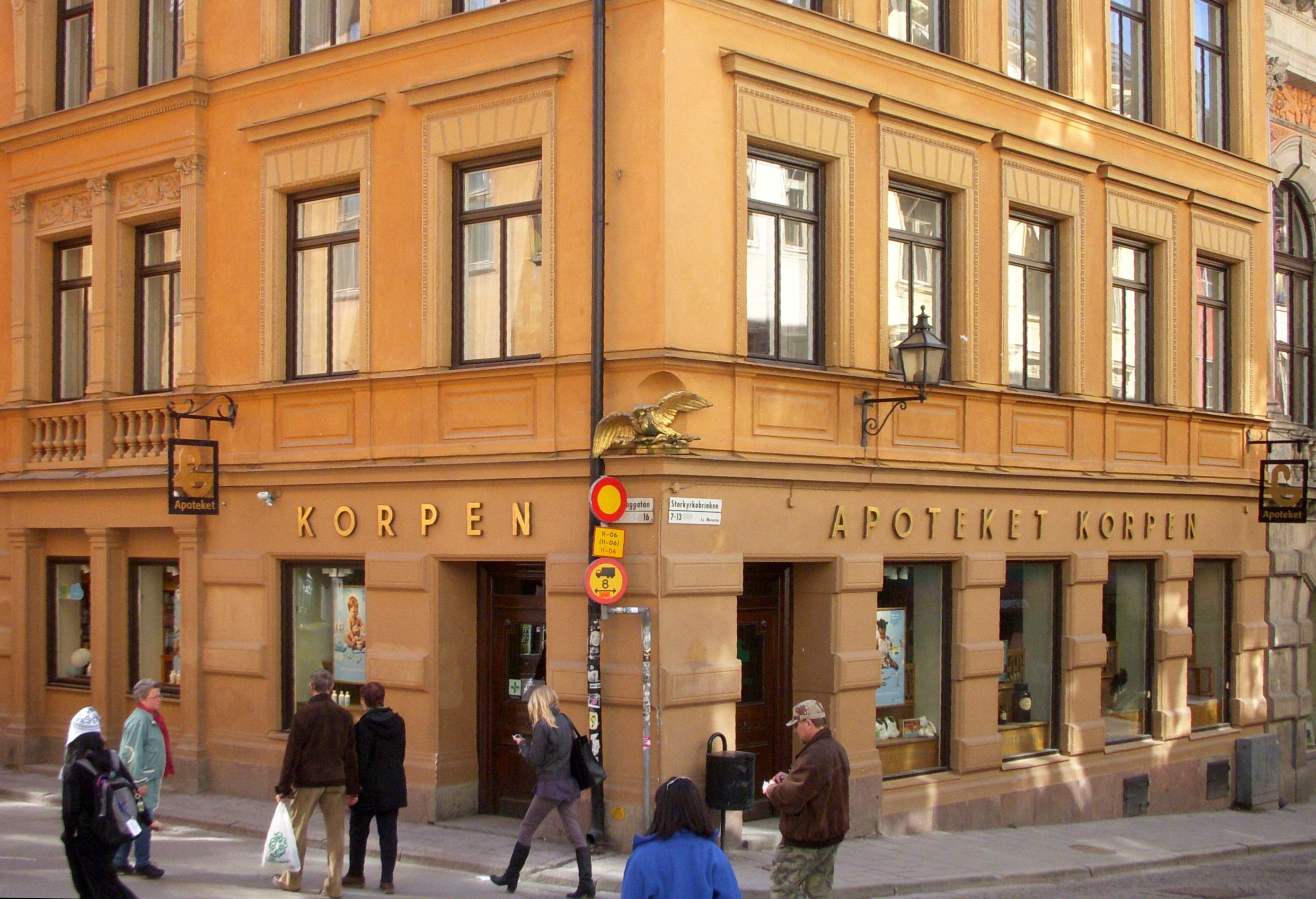
Apoteket Korpen, Västerlånggatan 16
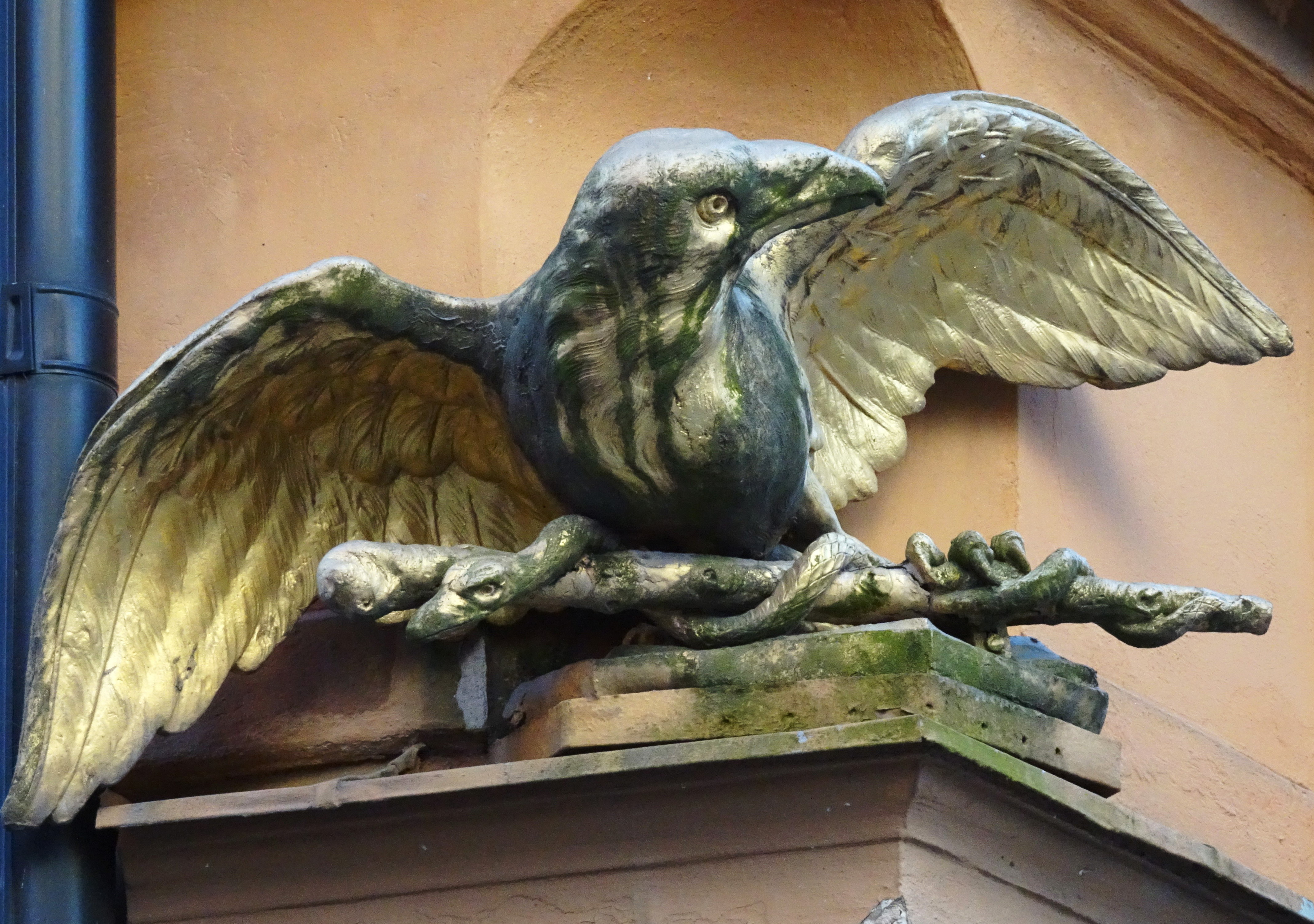
Korpen på fasaden
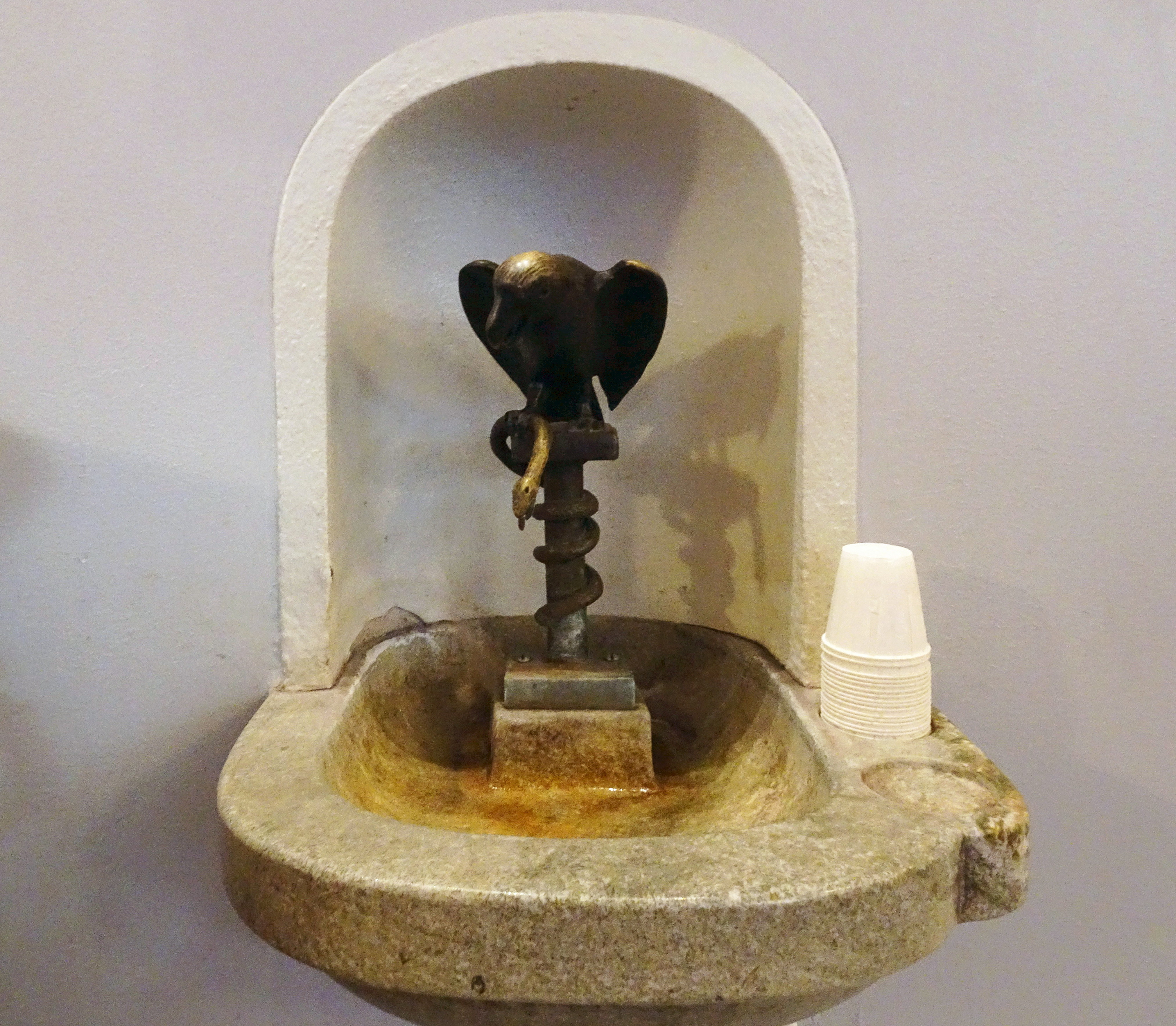
Korpen som dricksfontän inne i apoteket
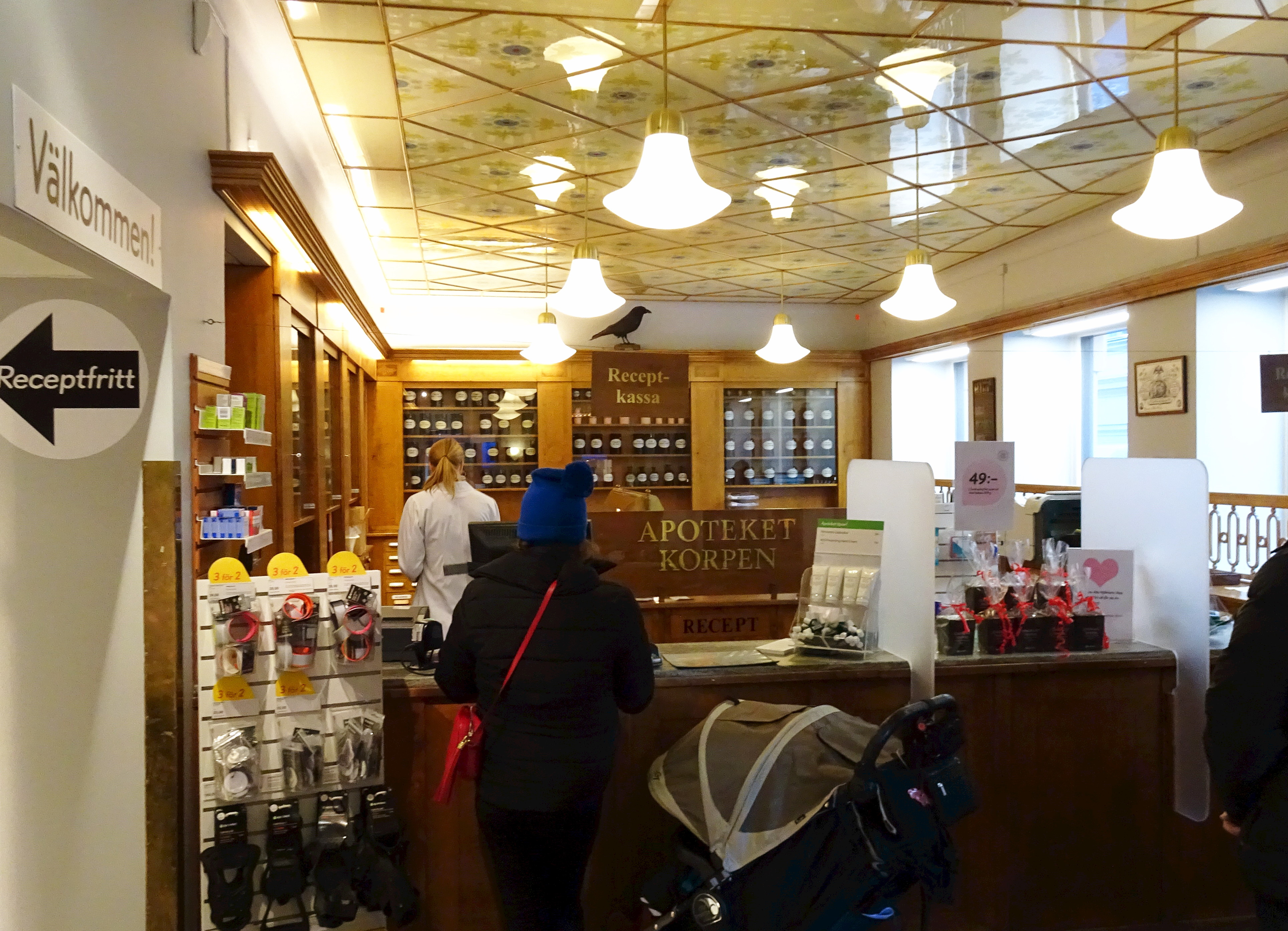
Interiören
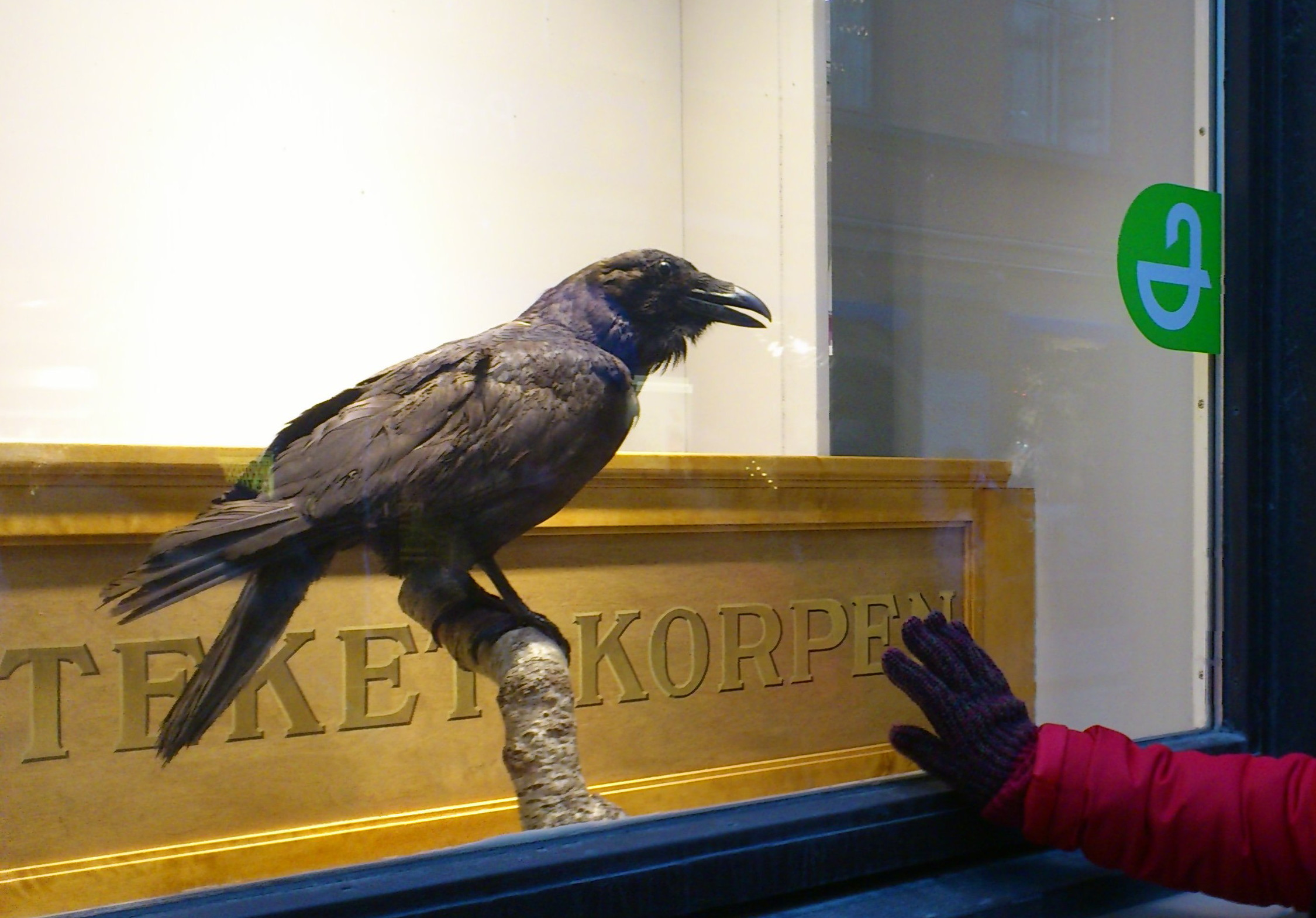
Korp i apotekets skyltfönster